# طاووسک تاکاهه
تاکاهه یا طاووسک تاکاهه (نام علمی: Porphyrio hochstetteri) یا طاووسک جزیره جنوبی، یک گونه از سرده طاووسک‌ها است. این پرنده بدون پرواز بومی انحصاری جزیره جنوبی نیوزیلند است و در سال ۱۸۹۸ تصور می‌شد منقرض شده باشد تا اینکه در یک بررسی دقیق در سال ۱۹۴۸ دوباره پیدا شد.
این پرنده یک گونه خویشاوند به نام طاووسک جزیره شمالی هم داشته که پس از ورود انسان به نیوزیلند منقرض شده و فقط از روی استخوان‌های به جا مانده شناسایی شده است. تاکاهه پرنده ای تنومند با بال‌های کوچک، پاهای نیرومند و نوک بزرگ است و بزرگ‌ترین عضو زنده از خانوادهٔ یلوگان است. طول آن به‌طور میانگین به ۶۳ سانتیمتر می‌رسد. وزن آن ۲٫۷ کیلو در نرها و ۲٫۳ کیلو در ماده‌هاست و قد ایستاده آن حدود نیم متر است. ۲۶۳ عدد طاووسک جزیره جنوبی در سال ۲۰۱۳ شمارش شده‌اند که یک روند افزایشی کند ولی مستمر را نشان می‌دهد.
طاووسک جزیره جنوبی پرنده‌ای بدون پرواز و غیرمهاجر و تالاب‌نشین است اما چون این مناطق آن اکنون به زمین کشاورزی تبدیل شده آنها ناچار شده‌اند به علفزارهای مرتفع‌تر کوچ کنند. آنها در زمان بارش برف به جنگل‌ها و بیشه‌های کم‌ارتفاع‌تر می‌آیند. این پرنده از علف‌ها، شاخه‌ها و حشرات تغذیه می‌کند و غذای مورد علاقه‌اش ساقه انواع خاصی از علف‌های کوهستانی است و معمولاً در حال چیدن و جدا کردن قسمت‌های نرم آنها برای خوردن دیده می‌شود. یک بار تغذیه آن از یک جوجه مرغابی هم مشاهده شده است. این رفتار قبلاً از این پرنده گزارش نشده بود اما در پوککو که خویشاوند تاکاهه است خوردن تخم‌ها و جوجه پرندگان دیگر گهگاه دیده شده است.
طاووسک جزیره جنوبی پرنده‌ای تک‌همسر است و زوج ممکن است تا آخر عمر با هم بمانند. آنها آشیانه بزرگی در زیر بوته‌ها و درختچهها ساخته و پرنده ماده یک تا سه تخم در آن می‌گذارد. با توجه به اینکه جوجههای طاووسک جزیره جنوبی در مقایسه با پرنده‌های دیگر شانس کمتری برای بقا دارند، از روش‌هایی همچون برداشتن تخم‌های نابارور از آشیانه و پرورش جوجه‌ها و رها کردن آنها در طبیعت برای حفظ جمعیت این پرنده استفاده می‌شود.
طاووسک جزیره جنوبی زمانی پرنده‌ای پرشمار بود اما به دلیل عوامل مختلفی از جمله شکار بی‌رویه، نابودی زیستگاه و ورود شکارچیان غیربومی در آستانه انقراض قرار گرفت. معرفی مرال یک رقابت غذایی شدید را بر این پرنده تحمیل کرد و قاقم‌ها نیز شکارچی این پرنده‌های سهل‌الوصول شدند. طاووسک جزیره جنوبی عمری طولانی دارد و نرخ زادولد آن کند است. چندین سال طول می‌کشد تا به بلوغ برسد دارد و در مناطق وسیعی پراکنده بود اما زیستگاه آن در طول چند نسل به شدت کاهش یافت و این باعث شده تا ارتباط جمعیت‌های مختلف این پرنده با یکدیگر قطع شده و جفت‌گیری‌های درون‌گروهی به یک مشکل جدی برای سلامت ژنتیکی آن‌ها تبدیل شود. جمعیت باقیمانده تاکاهه‌ها به دلیل ازدواج‌های فامیلی مکرر باروری پایینی دارند و این تلاش برای احیای نسل آنها را با مشکل روبرو کرده است. به همین دلیل حتی از آزمایش‌های ژنتیکی برای انتخاب جفت‌ها استفاده می‌شود تا حداکثر تنوع ژنتیکی حفظ شود.